# فيدجانيلو
فيدجانيلو (بالإيطالية: Viggianello)‏ هي بلدية في مقاطعة بوتنسا في إقليم بازيليكاتا الإيطالي.

## السكان
في سنة 1861 بلغ عدد السكان 5٬399 نسمة، وتطور العدد ليصل في سنة 2011 لـ 3٬124 نسمة.
يظهر هذا المخطط البياني تطور النمو السكاني لـ فيدجانيلو